# Constelación de satélites

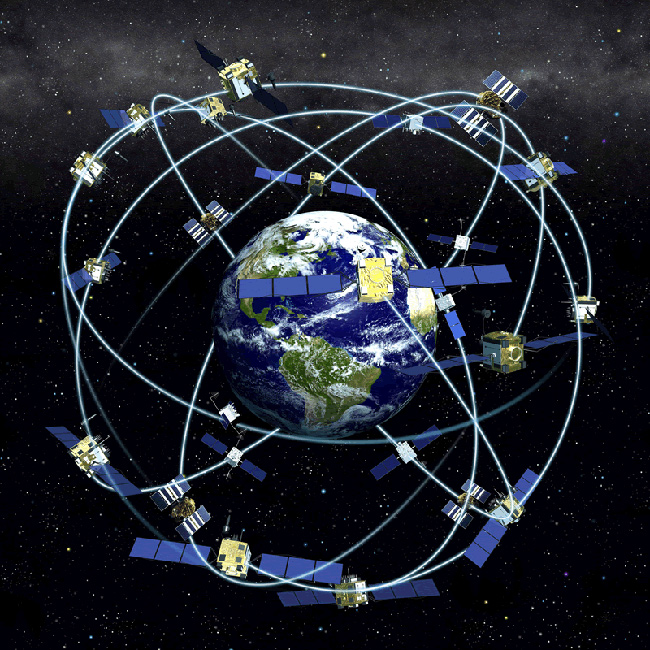
La constelación GPS requiere que se distribuyan 24 satélites por igual entre seis planos orbitales.

Una constelación de satélites es un grupo de satélites artificiales que trabajan juntos como un único sistema. A diferencia de un satélite individual, una constelación puede proporcionar cobertura global o cuasiglobal permanente, dado que en cualquier momento, en cualquier punto sobre la Tierra, al menos un satélite es visible. Típicamente, los satélites son colocados en conjuntos de planos orbitales complementarios, y conectados a estaciones en tierra distribuidas globalmente.  Pueden también usar intercomunicación entre satélites de la misma constelación.
No deberían ser confundidas con grupos de satélites, los cuales son satélites que se mueven muy cercanos entre sí en órbitas casi idénticas, programas de satélites (como Landsat), los cuales son generaciones de satélites lanzados en sucesión, y flotas de satélites, los cuales son grupos de satélites del mismo fabricante u operador que funcionan independientemente (no como un sistema).

## Visión de conjunto

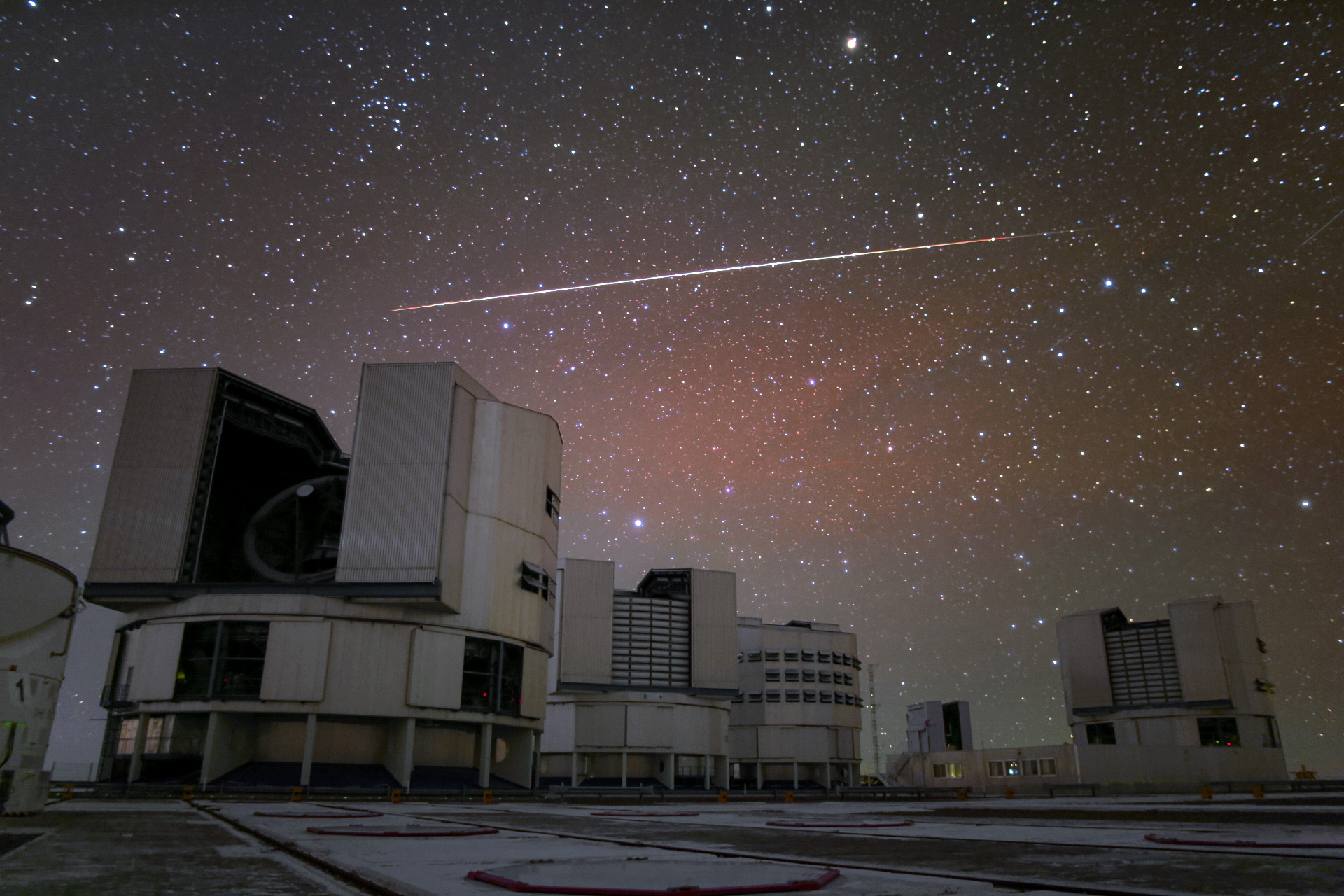
Un destello de un satélite artificial brillante, visible sobre el VLT. Las constelaciones de satélites tienen un impacto en la astronomía terrestre.

Los satélites en órbita terrestre baja (OTB) a menudo se implementan en constelaciones, porque el área de cobertura proporcionada por un solo satélite en OTB solo cubre un área pequeña, que se mueve a medida que el satélite viaja a la alta velocidad angular necesaria para mantener su órbita. Se necesitan muchos satélites en OTB para mantener una cobertura continua sobre un área. Esto contrasta con los satélites geoestacionarios, donde un solo satélite, moviéndose a la misma velocidad angular que la rotación de la superficie de la Tierra, proporciona cobertura permanente sobre un área grande.
Ejemplos de constelaciones de satélites incluyen el Sistema de Posicionamiento Global (GPS), las constelaciones de Galileo y GLONASS para navegación y geodesia, los servicios de telefonía satelital Iridium y Globalstar, la Constelación de Monitoreo de Desastres y RapidEye para detección remota, el servicio de mensajería Orbcomm, las constelaciones rusas Tundra y Molniya, los proyectos de banda ancha Teledesic, Skybridge y Celestri, de la década de 1990, y proyectos más recientes, como O3b, OneWeb o Starlink.
Las aplicaciones de banda ancha se benefician de las comunicaciones de baja latencia, por lo que las constelaciones de satélites en OTB ofrecen una ventaja sobre un satélite geoestacionario, donde la latencia teórica mínima de tierra a satélite es de aproximadamente 125 milisegundos, en comparación con 1–4 milisegundos para un satélite en OTB. Una constelación de satélites en OTB también puede proporcionar más capacidad del sistema mediante la reutilización de frecuencias en toda su cobertura, con un uso de frecuencia de haz puntual análogo al número mínimo de satélites necesarios para proporcionar un servicio, y sus órbitas son un campo en sí mismo.

## Diseño

### Constelación Walker
Hay una gran cantidad de constelaciones que pueden satisfacer una misión en particular. Por lo general, las constelaciones están diseñadas para que los satélites tengan órbitas, excentricidad e inclinaciones similares, de modo que cualquier perturbación afecte a cada satélite aproximadamente de la misma manera. De esta forma, la geometría se puede preservar sin un excesivo mantenimiento de posición orbital, lo que reduce el uso de combustible y, por lo tanto, aumenta la vida útil de los satélites. Otra consideración es que la fase de cada satélite en un plano orbital mantenga una separación suficiente para evitar colisiones o interferencias en las intersecciones con otros planos orbitales. Las órbitas circulares son preferidas, pues el satélite está a una altitud constante, requiriendo entonces una fuerza de señal constante para comunicarse.
Una clase de geometrías de órbita circular que se ha vuelto popular es el patrón Walker delta. Este tiene una notación asociada para describirlo, propuesta por John Walker. Su notación es:
i: t / p / f
donde: i es la inclinación; t es el número total de satélites; p es el número de planos igualmente espaciados; y f es el espacio relativo entre satélites en planos adyacentes. El cambio en la anomalía verdadera (en grados) para satélites equivalentes en planos vecinos es igual a f * 360 / t .
Por ejemplo, el sistema de navegación Galileo es una constelación Walker delta 56°: 24/3/1. Esto significa que hay 24 satélites en 3 planos inclinados a 56 grados, que abarcan los 360 grados alrededor del ecuador . El "1" define la fase entre los planos y cómo están espaciados. El Walker delta también se conoce como la roseta Ballard, después del trabajo anterior similar de A. H. Ballard. La notación de Ballard es (t, p, m) donde m es un múltiplo del desplazamiento fraccional entre planos.
Otro tipo de constelación popular es el patrón Walker estrella casi polar, que es utilizada por Iridium. Aquí, los satélites están en órbitas circulares casi polares a través de aproximadamente 180 grados, viajando hacia el norte por un lado de la Tierra y hacia el sur por el otro. Los satélites activos en la constelación completa de Iridium forman un patrón Walker estrella de 86.4°:66/6/2, es decir, la fase se repite cada dos planos. Walker usa notación similar para estrellas y deltas, lo que puede ser confuso.
Estos conjuntos de órbitas circulares a altitud constante a veces se denominan capas orbitales.

### Banda ancha
En 2015, Farooq Khan, entonces presidente de Samsung Research America, publicó un documento de investigación que proporciona detalles sobre cómo se puede diseñar una gran constelación de banda ancha satelital.

## Lista de constelaciones de satélites

### Constelaciones de satélites de navegación
| Nombre                                  | Operador   | Satélites y órbitas (último diseño, excluyendo reemplazos)                                                    | Cobertura       | Servicios  | Estado      | Años en servicio                     |
| --------------------------------------- | ---------- | --- | --------------- | ---------- | ----------- | ------------------------------------ |
| Sistema de posicionamiento global (GPS) | AFSPC      | 24 en 6 planos a 20.180 km (55° MEO)                                                                          | Global          | Navegación | Operacional | 1993-                                |
| GLONASS                                 | Roscosmos  | 24 en 3 planos a 19.130 km (64° 8' MEO)                                                                       | Global          | Navegación | Operacional | 1995-                                |
| Galileo                                 | EUSPA, ESA | 24 en 3 planos a 23.222 km (56° MEO)                                                                          | Global          | Navegación | Operacional | 2019-                                |
| BeiDou                                  | CNSA       | 3 geoestacionarios a 35.786 km (GEO) 3 en 3 planos a 35.786 km (55° GSO) 24 en 3 planos a 21,150 km (55° MEO) | Regional Global | Navegación | Operacional | 2012- (Asia) 2018- (a nivel mundial) |
| NAVIC                                   | ISRO       | 3 geoestacionarios a 35.786 km (GEO) 4 en 2 planos a 250-24.000 km (29 ° GSO)                                 | Regional        | Navegación | Operacional | 2018-                                |
| QZSS                                    | JAXA       | 1 geoestacionario a 35.786 km (GEO) 3 en 3 planos a 32.600-39.000 (43 ° GSO)                                  | Regional        | Navegación | Operacional | 2018-                                |

### Constelaciones de satélites de comunicaciones

#### Radiodifusión
- Radio satelital Sirius
- Radio satelital XM
- Othernet
- Molniya (descontinuado)

#### Vigilancia
- Spire (AIS, ADS-B)
- Iridium (AIS, ADS-B)
- Hiber Global (IoT)
- TDRSS

#### Comunicación bidireccional
- Red de área global de banda ancha (BGAN)
- Globalstar
- Iridium NEXT
- O3b
- Orbcomm
- Sistema de comunicaciones satelitales de defensa (DSCS) (sistema militar)
- Wideband Global SATCOM (sistema militar)

En el pasado se propusieron varios sistemas, pero nunca se concretaron:
- Celestri
- Teledesic

#### Constelaciones de satélites de internet
Una serie de constelaciones de satélites de internet de próxima generación están en desarrollo:
| Constelación        | Fabricante                         | Número             | Peso         | Develado                | Disponible              | Altitud        | Cobertura       | Velocidad del usuario              | Banda                               | Enlaces entre satélites | Estado                                         |
| ------------------- | ---------------------------------- | ------------------ | ------------ | ----------------------- | ----------------------- | -------------- | --------------- | ---------------------------------- | ----------------------------------- | ----------------------- | ---------------------------------------------- |
| Iridium Next        | Thales Alenia + ATK orbital        | 66                 | 860 kg       | 2009                    | 2018                    | 780 km         |                 | 1.4 Mbit/s                         | L (1 - 2 GHz) Ka (26,5 - 40 GHz)    | K (23 GHz)              | Completo                                       |
| Boeing              | Boeing Satellite                   | 1.396 - 2.956      | N / A        | 2016                    | N / A                   | 1200 km        |                 | banda ancha                        | V (40-75 GHz)                       | ninguno                 | transferir la aplicación a OneWeb              |
| LeoSat              | Thales Alenia                      | 78 - 108           | 1250 kg      | 2015                    | 2022                    | 1400 km        |                 | en incrementos de 100 Mbit / s     | Ka (26,5 - 40 GHz)                  | óptica                  | primeros lanzamientos en 2021                  |
| Constelación OneWeb | OneWeb Airbus JV                   | 882 - 1980         | 145 kg       | 2015                    | 2020                    | 1200 km        |                 | hasta 595 Mbit/s                   | Ku (12 - 18 GHz) Ka (26,5 - 40 GHz) | ninguno                 | 358 satélites operativos a noviembre de 2021.  |
| Starlink            | SpaceX                             | 4.425 - 11.943     | 227 kg       | 2015                    | 2020                    | 550 - 1325 km  |                 | hasta 1 Gbit/s                     | Ku (12 - 18 GHz) Ka (26,5 - 40 GHz) | óptica                  | 1643 satélites operativos a noviembre de 2021. |
| O3b ( SES SA )      | Thales Alenia (O3b) Boeing (O3b m) | 20 (O3b) 7 (O3b m) | 700 kg (O3b) | 2008 (O3b) 2017 (O3b m) | 2014 (O3b) 2021 (O3b m) | 8000 km        | 45 ° S a 45 ° N | 1 Gbit/s para un crucero           | Ka (26,5 - 40 GHz)                  | ninguna                 | O3b completo O3bm en desarrollo                |
| Telesat LEO         | Airbus SSTL SS / Loral             | 117 - 512          | N / A        | 2016                    | 2021                    | 1000 - 1248 km |                 | similar a un cable de fibra óptica | Ka (26,5 - 40 GHz)                  | óptico                  | dos prototipos: lanzamiento 2018               |
| CASIC Hongyun       |                                    | 156                |              | 2017                    | 2022                    | 160 - 2000 km  |                 |                                    |                                     |                         | prototipo lanzado en diciembre de 2018         |
| CASC Hongyan        |                                    | 320                |              | 2017                    | 2023                    | 1100 km        |                 |                                    |                                     |                         | prototipo lanzado en diciembre de 2018         |

### Constelaciones de satélites de observación
- Planet Labs
- Pléiades 1A y 1B
- RapidEye
- Constelación de Monitoreo de Desastres
- A-train
- SPOT 6 y SPOT 7